# Gratiola japonica
Gratiola japonica là một loài thực vật có hoa trong họ Mã đề. Loài này được Miq. mô tả khoa học đầu tiên năm 1865.